# بلفاست الغربية (دائرة انتخابية في المملكة المتحدة)
بلفاست الغربية  (بالإنجليزية: Belfast West)‏ هي إحدى الدوائر الانتخابية في المملكة المتحدة الممثلة في مجلس العموم في برلمان المملكة المتحدة.
عضو البرلمان الذي يمثلها حالياً هو :Mr Gerry Adams (SF).